# Gran Premio Massaua-Fossati 1951
Il Gran Premio Massaua-Fossati 1951, seconda edizione della corsa, si svolse il 9 maggio 1951 su un percorso di 235 km. La vittoria fu appannaggio dell'italiano Loretto Petrucci, che completò il percorso in 7h19'35", precedendo i connazionali Ersilio Dordoni e Giorgio Albani.

## Ordine d'arrivo (Top 6)
| Pos. | Corridore        | Squadra          | Tempo    |
| ---- | ---------------- | ---------------- | -------- |
| 1    | Loretto Petrucci | Taurea           | 7h19'35" |
| 2    | Ersilio Dordoni  | Arbos            | ?        |
| 3    | Giorgio Albani   | Legnano          | ?        |
| 4    | Alfredo Pasotti  | Wilier Triestina | ?        |
| 5    | Renzo Cerati     | Wilier Triestina | ?        |
| 6    | Alfredo Martini  | Taurea           | ?        |